# Adolfo Díaz-Ambrona Bardají
Adolfo Díaz-Ambrona Bardají (Badajoz, 1 de octubre de 1942 - ibidem, 27 de julio de 2012) fue un abogado del Estado y político español, fundador y primer presidente de Alianza Popular de Extremadura entre 1983 y 1989.

## Biografía
Hijo de Adolfo Díaz-Ambrona Moreno, ministro de Agricultura y de Comercio interino entre 1965 y 1969. Fue nieto de Luis Bardají López, ministro de Instrucción Pública y Bellas Artes en 1935 durante la Segunda República española por el Partido Republicano Radical.
Licenciado en Derecho, ingresó por oposición en el Cuerpo de Abogados del Estado en el año 1970.
Inició su carrera política en 1977, al ser elegido secretario general de Alianza Popular en Badajoz. Más tarde, fue candidato a la Presidencia de la Junta de Extremadura por Coalición Popular y Alianza Popular, respectivamente, en las elecciones a la Asamblea de Extremadura de 1983 y 1987. Fue el fundador de la delegación autonómica de dicho partido, que se convertiría en 1989, tras un proceso de refundación, en el Partido Popular de Extremadura. En marzo de 1987, propuso una moción de censura contra la Junta de Extremadura presidida por Juan Carlos Rodríguez Ibarra, debido a la "inoperancia" en determinadas materias y porque el Partido Socialista Obrero Español se negó a abrir una comisión de investigación en la Asamblea sobre unas presuntas irregularidades denunciadas por AP en la adjudicación del proyecto de carretera Trujillo-Guadalupe, que sin embargo fracasó, al contar únicamente con los apoyos de los diputados del Grupo Parlamentario Popular. A los pocos días, el presidente de Alianza Popular, Antonio Hernández Mancha, planteaba una moción de censura contra el Gobierno socialista de Felipe González. Díaz-Ambrona desempeñó, además, otros cargos orgánicos dentro del partido: portavoz del Grupo Parlamentario Popular en la Asamblea de Extremadura, entre 1983 y 1987, y presidente de Alianza Popular de Badajoz, entre 1987 y 1989, siendo sucedido por Luis Ramallo García.
Fue, también, diputado en la Asamblea de Extremadura, entre el 21 de mayo de 1983 y 25 de mayo de 1991, por la provincia de Badajoz, siendo miembro de la Diputación Permanente y de la Junta de Portavoces; y senador en las Cortes Generales, entre el 10 de julio de 1986 y el 30 de julio de 1987, por designación del Parlamento extremeño, formando parte de la Diputación Permanente como suplente, siendo presidente de la Comisión de Presupuestos y vocal de la Comisión de Economía y Hacienda y la Comisión Mixta para las Relaciones con el Tribunal de Cuentas. Dejó el primer plano de la política a comienzos de la década de 1990.